# Chen Shu-chu
Chen Shu-chu (en chino: 陳樹菊, pinyin: Chén Shùjú, Pe̍h-ōe-jī: Tân Chhiū-kiok, 1951) es una vendedora de frutas y verduras taiwanesa célebre por su labor filantrópica que, a pesar de su vida modesta, ha donado a distintas organizaciones con fines benéficos más de 10 millones de dólares taiwaneses.
La revista Forbes la incluyó en 2010 dentro de su listado de 48 héroes de la filantropía, mientras que la revista Time la incluyó en la octava posición dentro de la sección «Héroes» en su listado de las personas más influyentes del mundo el mismo año.
Ha recibido diversos galardones, entre ellos la primera medalla destinada a reconocer los aportes a la educación y la cultura del Ministerio de Educación de Taiwán que el titular de dicha cartera Wu Ching-ji le entregó en 2010; en 2012 ganó el Premio Ramón Magsaysay —considerado el Premio Nobel de Asia— que recibió de manos del Presidente de Filipinas Benigno Aquino III, cuyo dinero posteriormente donó al Mackay Memorial Hospital de Taitung.